# Perizoma conjuncta
Perizoma conjuncta là một loài bướm đêm trong họ Geometridae.